# Global Justice Now
Global Justice Now, vroeger bekend als World Development Movement (WDM), is een Britse niet-gouvernementele organisatie die campagnes voert in verband met internationale rechtvaardigheid.
De organisatie wil vooral onrechtvaardigheden tegenover de armere wereldbevolking aankaarten, met name de economische uitbuiting in wereldhandel en ontwikkelingshulp. Zo voerde de organisatie reeds campagnes tegen voedselspeculatie. Ook de Bill & Melinda Gates Foundation van filantroop Bill Gates lag onder vuur, omdat de 'ontwikkelingshulp' van de Stichting eerder grote bedrijven ten goede kwam, in plaats van de armen.
Global Justice Now maakt deel uit van het ATTAC-netwerk, een overkoepelende organisatie van andersglobalisme. Het promoot vooral democratische alternatieven zoals voedselsoevereiniteit, wil het publiek debat stimuleren, en meer mensen bewust maken van wereldwijde vraagstukken.